# Negotino (Vrapcsiste)
Negotino (macedónul: Неготино, albánul Negotina) település Észak-Macedóniában, a Pologi körzet Vrapcsistei járásában.

## Népesség
2002-ben 3 673 lakosa volt, akik közül 3 659 albán, 1 bosnyák, 1 szerb, 1 török és 11 egyéb.